# 金湖鎮
金湖鎮（ジンフー/きんこ-ちん）は中華民国福建省金門県の鎮。

## 概要
金門空港が所在する地であり、金門県の空の玄関口である。また、面積は金門県最大であり、人口は金城鎮、金寧郷に次いで県内3位である。

## 地理
大金門島の西部を占める。北を金沙鎮、西を金寧郷に接する。南部及び西部は海岸線であり、北部でも一部海に接する部分がある。

### 行政区画
| 里                                                             |
| -------------------------------------------------------------- |
| 新市里、山外里、渓湖里、蓮庵里、料羅里、瓊林里、正義里、新湖里 |

## 政治

### 行政

#### 鎮長
- 陳文顧

歴代鎮長

## 教育

### 高級職業学校
国立
- 国立金門高級農工職業学校

### 国民中学
県立
- 金門県立金湖国民中学

### 国民小学
県立
- 金門県立金湖国民小学
- 金門県立開瑄国民小学
- 金門県立正義国民小学
- 金門県立柏村国民小学
- 金門県立多年国民小学

## 交通

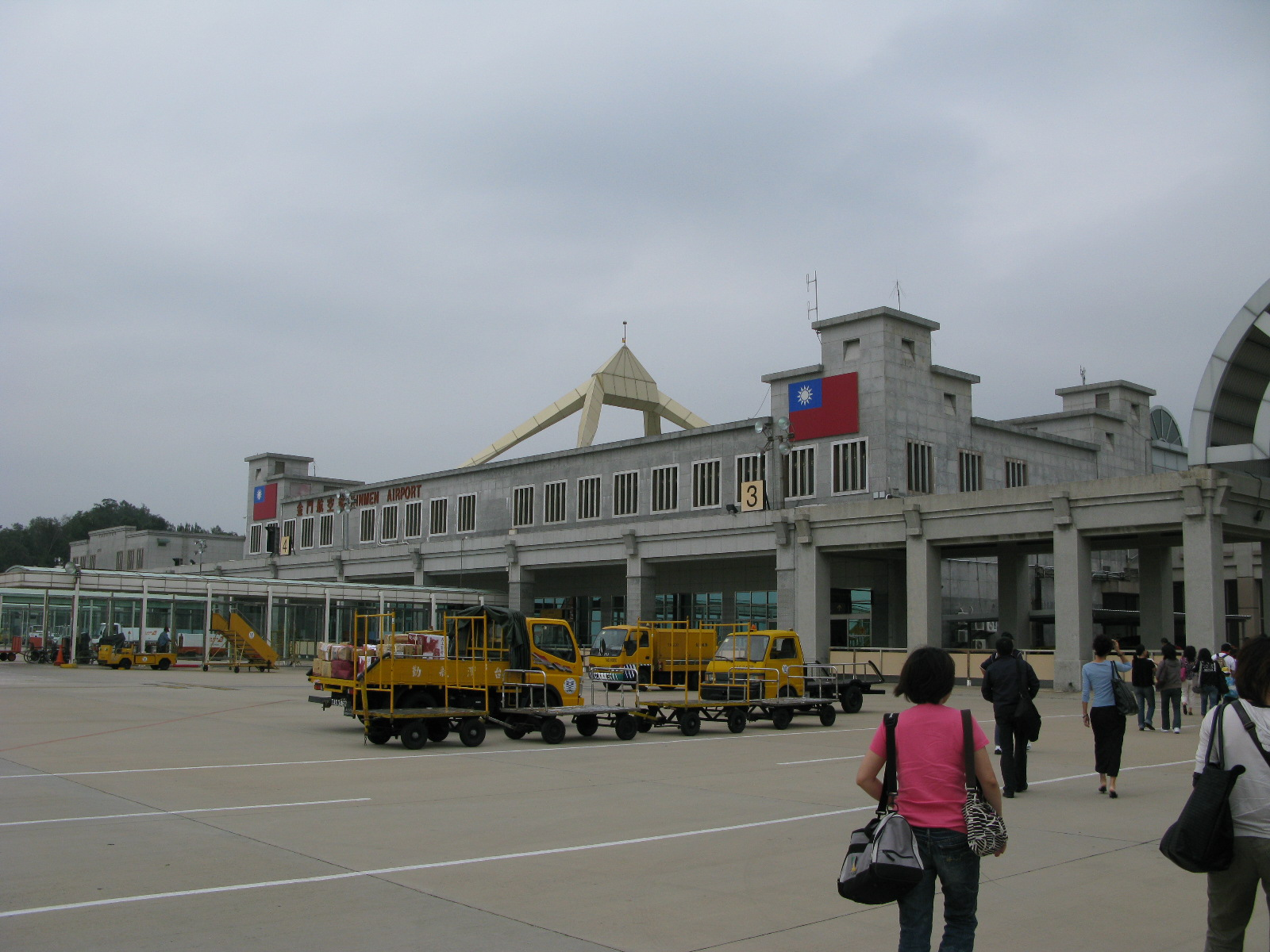
金門空港

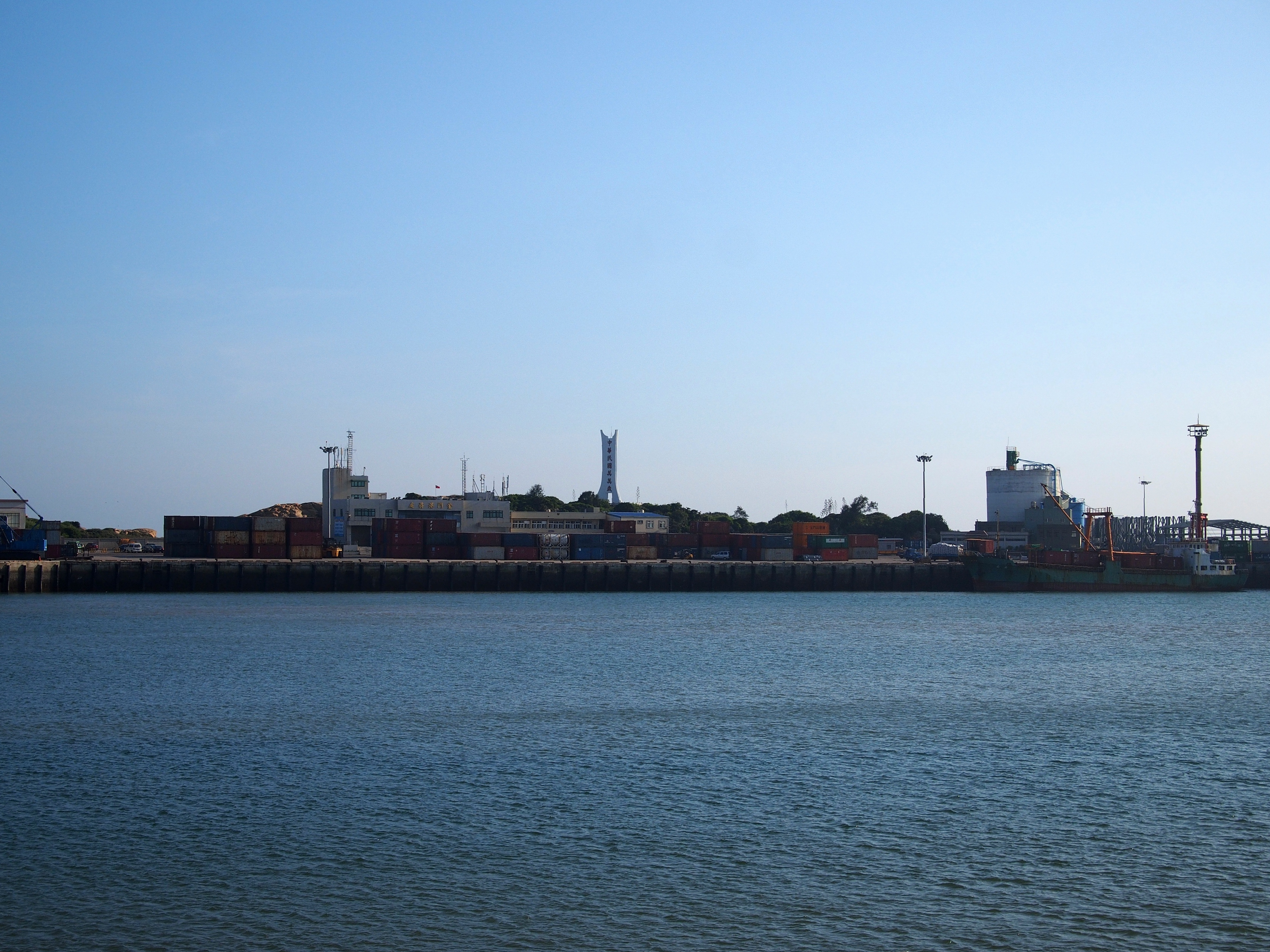
料羅港

| 種別 | 路線名称 | その他   |
| ---- | -------- | -------- |
| 空港 | 国内線   | 金門空港 |
| 港湾 | 漁港     | 料羅港   |

## 観光

### 観光スポット
- 金門国家公園
- 太湖
- 太武山
- 蘭湖
- 擎天庁 - 台湾歴史建築百景の1つ
- 太武忠烈祠
- 兪大維先生記念館
- 八二三戦史館

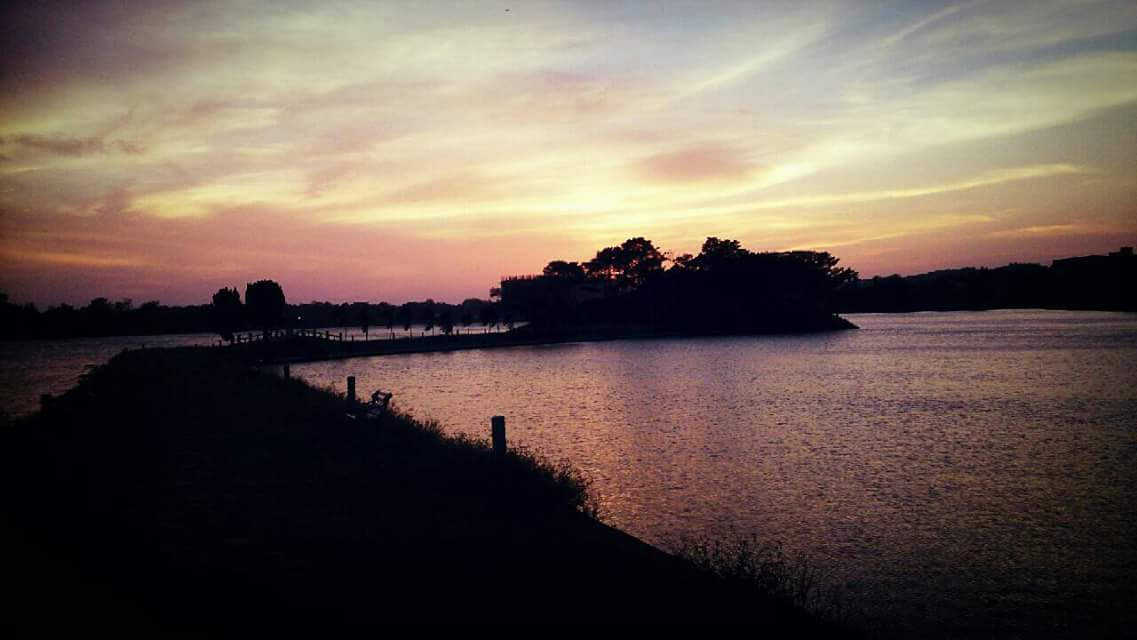
金門太湖
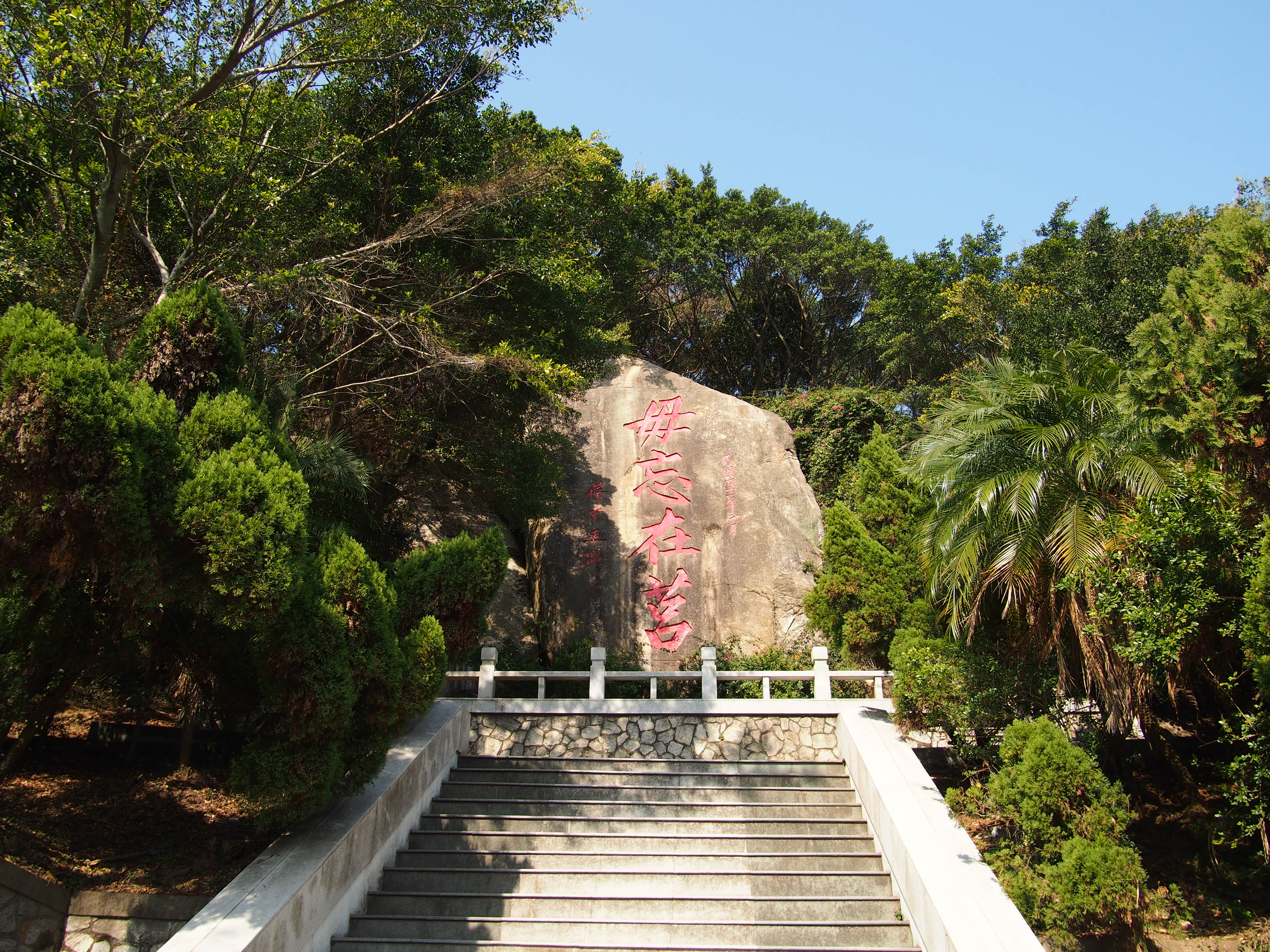
太武山にある毋忘在莒勒石記念碑
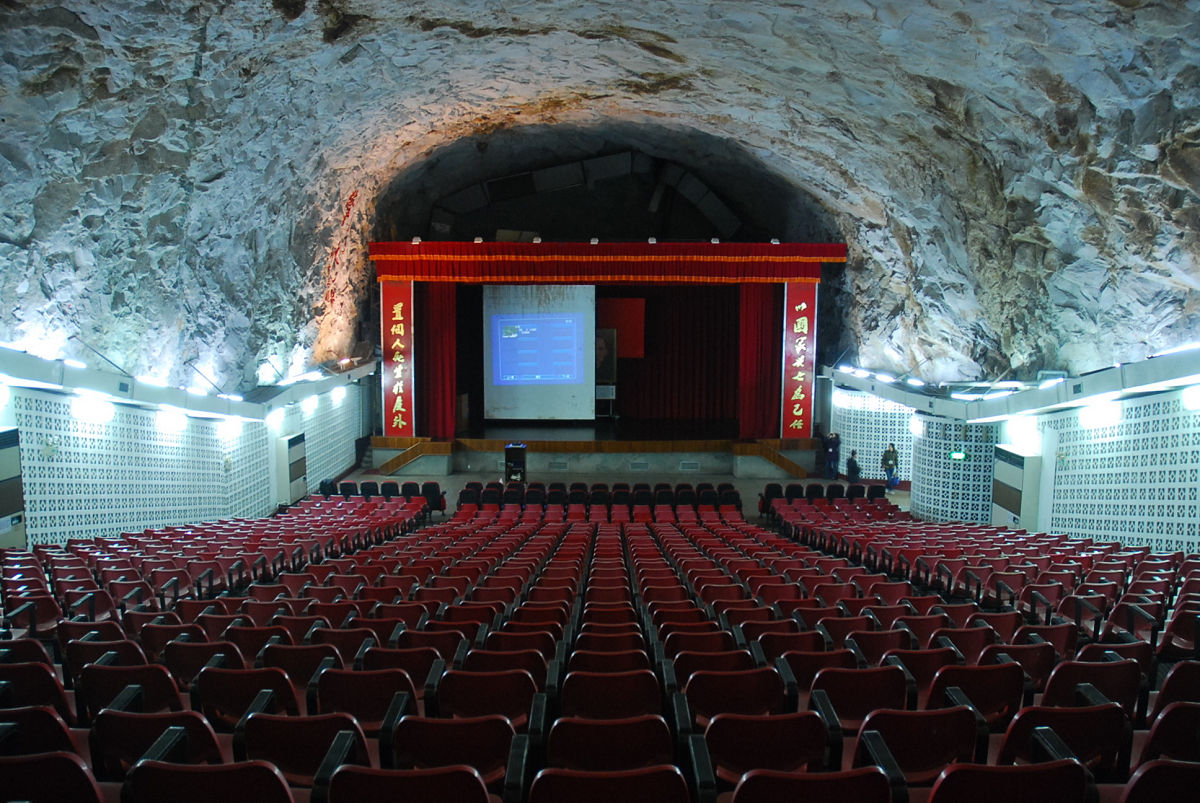
擎天庁と中央坑道
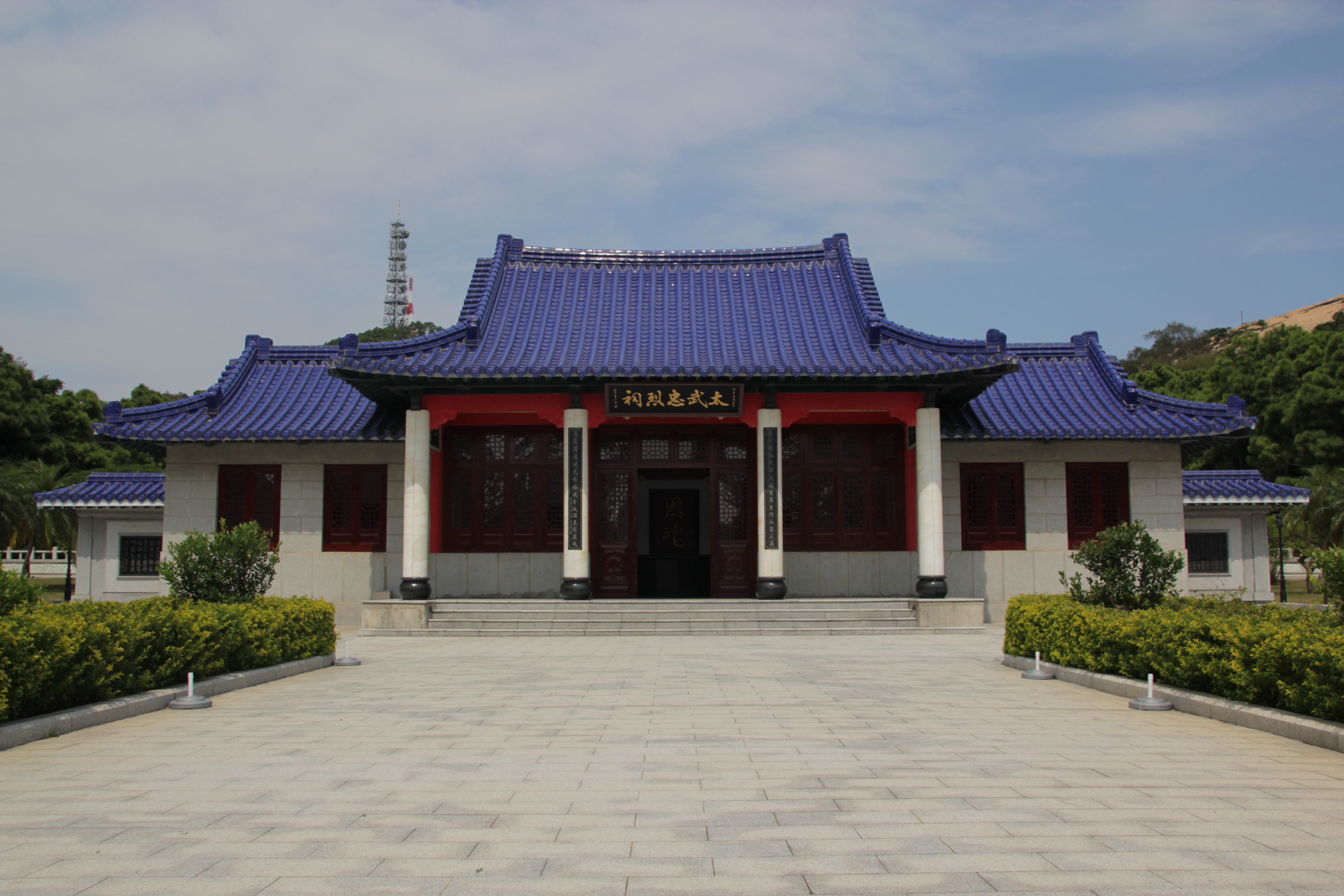
太武忠烈祠
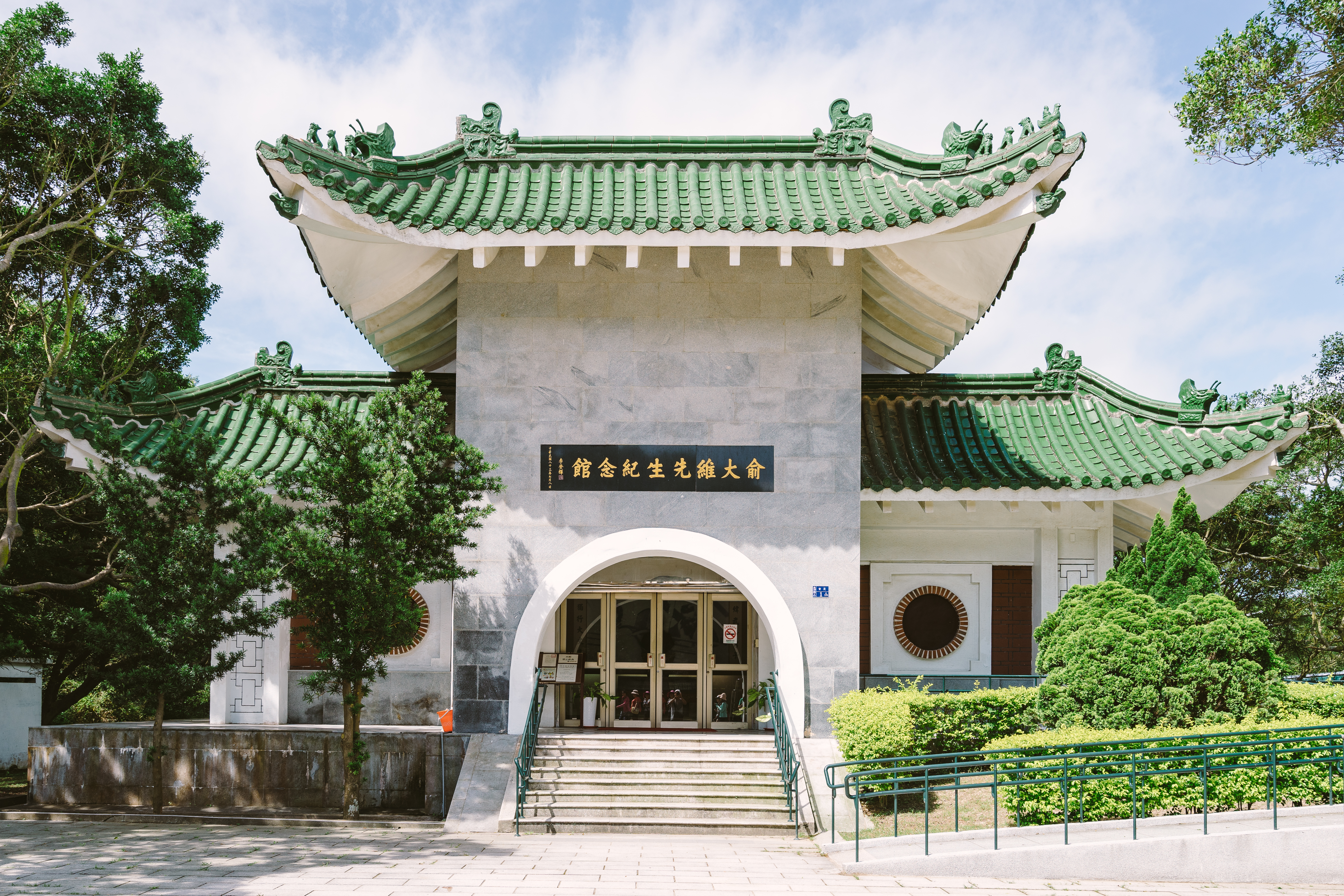
兪大維先生記念館
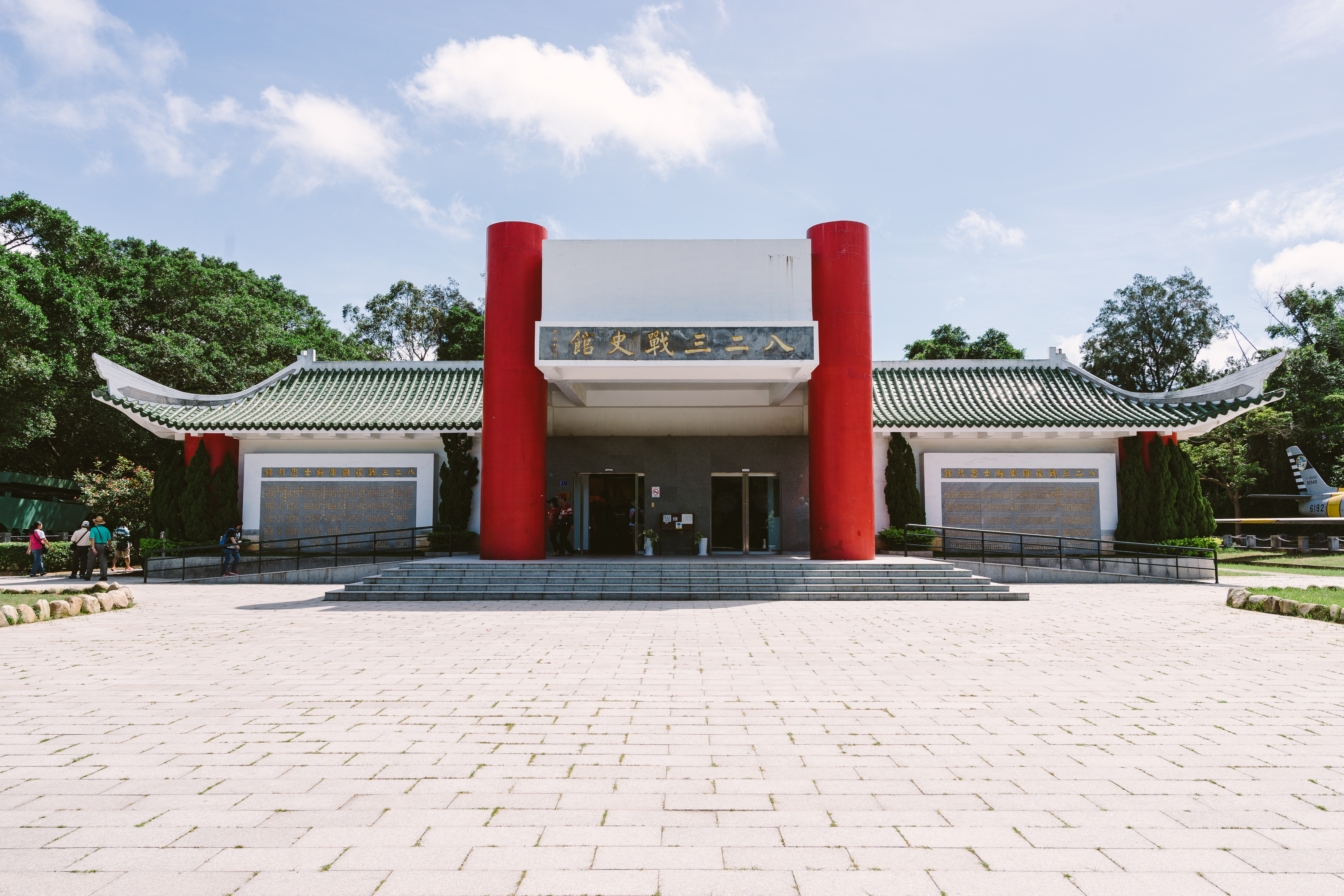
八二三戦史館